# Hypomeeting
L'Hypomeeting è il più importante meeting internazionale di atletica leggera di prove multiple organizzato dalla World Athletics. Si svolge annualmente in primavera (tra fine maggio e inizio giugno) al Möslestadion di Götzis, in Austria.
Una prova dell'importanza del meeting, come qualità dei partecipanti paragonabile ai Giochi olimpici e ai Campionati mondiali, è il fatto che vi sono stati migliorati tre record mondiali. La competizione fa parte del World Athletics Challenge - Combined Events che prevede un premio annuo in denaro di 100 000 euro.

## Storia

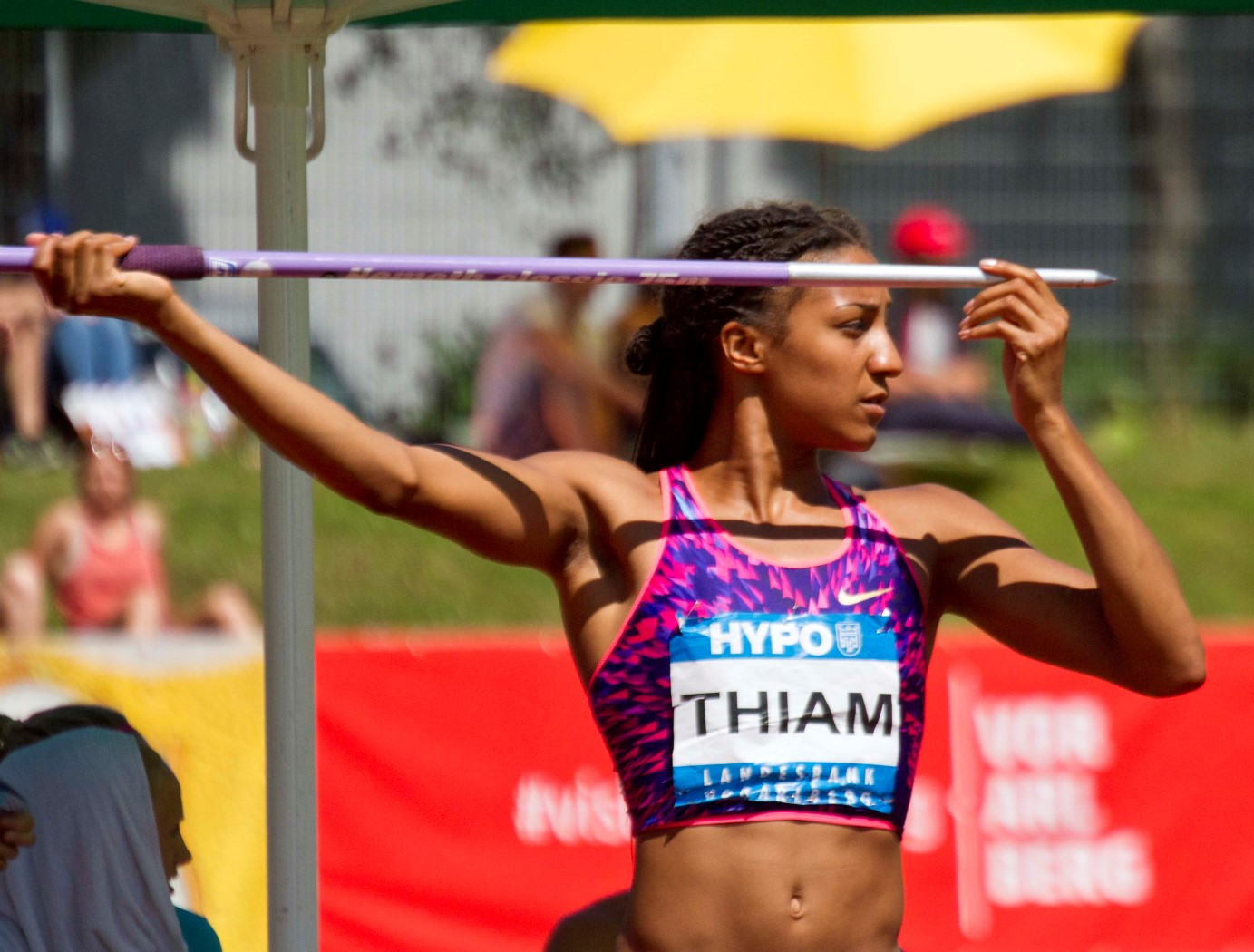
Nafissatou Thiam durante il lancio del giavellotto

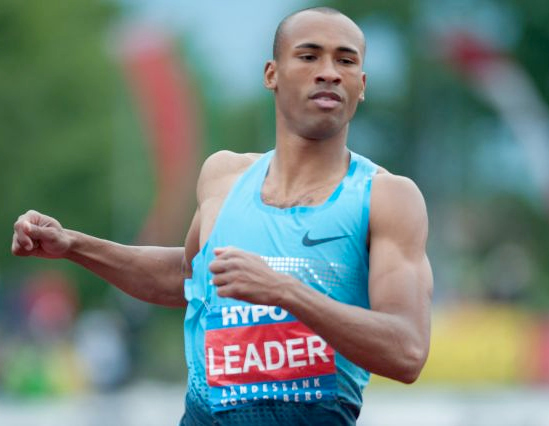
Damian Warner durante l'Hypomeeting nel 2013

L'evento fu fondato nel 1975 da Luis Fessler, Armin Hug, Konrad Lerch, Elmar Oberhauser e Werner Ströhle e attirò la maggior parte dei migliori atleti del mondo di decathlon, pentathlon e dal 1981 di eptathlon.

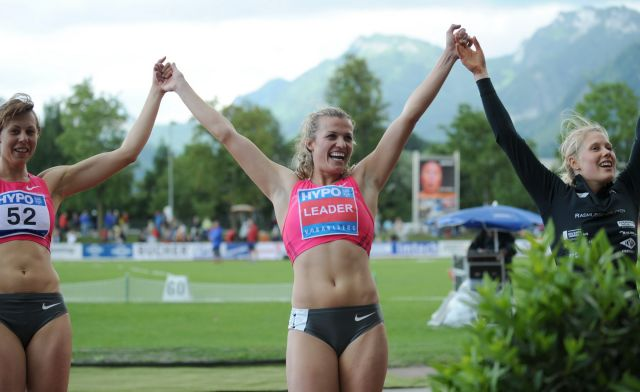
Natalija Dobryns'ka esulta per la sua vittoria al meeting nel 2009

Fino ad oggi a Götzis sono stati stabiliti tre record mondiali: nel 1980 e 1982 dal britannico Daley Thompson (rispettivamente 8 648 e 8 730 punti) e nel 2001 dal ceco Roman Šebrle (9 026 punti). Quest'ultimo, proprio come l'eptatleta svedese Carolina Klüft, ha inanellato una serie di cinque vittorie di fila.
Nel 2020 l'evento è stato annullato a causa della pandemia di COVID-19.

## Formato della competizione
Seguendo l'impostazione di quasi tutte le principali competizioni di prove multiple, il programma degli eventi è suddiviso in due giorni.
| Decathlon       | Decathlon              | Eptathlon          | Eptathlon              |
| 1º giorno       | 2º giorno              | 1º giorno          | 2º giorno              |
| --------------- | ---------------------- | ------------------ | ---------------------- |
| 100 metri piani | 110 metri ostacoli     | 100 metri ostacoli | Salto in lungo         |
| Salto in lungo  | Lancio del disco       | Salto in alto      | Lancio del giavellotto |
| Getto del peso  | Salto con l'asta       | Getto del peso     | 800 metri piani        |
| Salto in alto   | Lancio del giavellotto | 200 metri piani    |                        |
| 400 metri piani | 1500 metri piani       |                    |                        |

## Albo d'oro
| Edizione | Decathlon                                        | Decathlon                                        | Eptathlon                                        | Eptathlon                                        |
| Edizione | Vincitore                                        | Punti                                            | Vincitrice                                       | Punti                                            |
| -------- | ------------------------------------------------ | ------------------------------------------------ | ------------------------------------------------ | ------------------------------------------------ |
| 1975     | Peter Kratky                                     | 7 591                                            | Non disputato                                    | Non disputato                                    |
| 1976     | Guido Kratschmer                                 | 8 309                                            | Non disputato                                    | Non disputato                                    |
| 1977     | Sepp Zeilbauer                                   | 8 039                                            | Non disputato                                    | Non disputato                                    |
| 1978     | Guido Kratschmer                                 | 8 411                                            | Non disputato                                    | Non disputato                                    |
| 1979     | Thierry Dubois                                   | 8 139                                            | Non disputato                                    | Non disputato                                    |
| 1980     | Daley Thompson                                   | 8 648                                            | Non disputato                                    | Non disputato                                    |
| 1981     | Sepp Zeilbauer                                   | 8 182                                            | Jane Frederick                                   | 6 291                                            |
| 1982     | Daley Thompson                                   | 8 730                                            | Jane Frederick                                   | 6 438                                            |
| 1983     | Grigoriy Degtyaryov                              | 8 480                                            | Natalya Shubenkova                               | 6 517                                            |
| 1984     | Grigoriy Degtyaryov                              | 8 617                                            | Nadezhda Vinogradova                             | 6 289                                            |
| 1985     | Uwe Freimuth                                     | 8 473                                            | Jane Frederick                                   | 6 666                                            |
| 1986     | Guido Kratschmer                                 | 8 519                                            | Jackie Joyner-Kersee                             | 6 841                                            |
| 1987     | Siegfried Wentz                                  | 8 645                                            | Anke Behmer                                      | 6 692                                            |
| 1988     | Uwe Freimuth                                     | 8 381                                            | Anke Behmer                                      | 6 805                                            |
| 1989     | Christian Plaziat                                | 8 485                                            | Anke Behmer                                      | 6 686                                            |
| 1990     | Christian Schenk                                 | 8 481                                            | Sabine Braun                                     | 6 604                                            |
| 1991     | Michael Smith                                    | 8 427                                            | Sabine Braun                                     | 6 584                                            |
| 1992     | Robert Změlík                                    | 8 627                                            | Sabine Braun                                     | 6 985                                            |
| 1993     | Eduard Hämäläinen                                | 8 604                                            | Svetla Dimitrova                                 | 6 594                                            |
| 1994     | Eduard Hämäläinen                                | 8 735                                            | Sabine Braun                                     | 6 665                                            |
| 1995     | Erki Nool                                        | 8 575                                            | Ghada Shouaa                                     | 6 715                                            |
| 1996     | Michael Smith                                    | 8 626                                            | Ghada Shouaa                                     | 6 942                                            |
| 1997     | Eduard Hämäläinen                                | 8 617                                            | Denise Lewis                                     | 6 736                                            |
| 1998     | Erki Nool                                        | 8 672                                            | Irina Belova                                     | 6 466                                            |
| 1999     | Tomáš Dvořák                                     | 8 738                                            | DeDee Nathan                                     | 6 577                                            |
| 2000     | Tomáš Dvořák                                     | 8 900                                            | Eunice Barber                                    | 6 842                                            |
| 2001     | Roman Šebrle                                     | 9 026                                            | Eunice Barber                                    | 6 736                                            |
| 2002     | Roman Šebrle                                     | 8 800                                            | Shelia Burrell                                   | 6 363                                            |
| 2003     | Roman Šebrle                                     | 8 807                                            | Carolina Klüft                                   | 6 602                                            |
| 2004     | Roman Šebrle                                     | 8 842                                            | Carolina Klüft                                   | 6 820                                            |
| 2005     | Roman Šebrle                                     | 8 534                                            | Carolina Klüft                                   | 6 824                                            |
| 2006     | Bryan Clay                                       | 8 677                                            | Carolina Klüft                                   | 6 719                                            |
| 2007     | Andrėj Kraŭčanka                                 | 8 617                                            | Carolina Klüft                                   | 6 681                                            |
| 2008     | Dmitrij Karpov                                   | 8 504                                            | Tat'jana Černova                                 | 6 618                                            |
| 2009     | Michael Schrader                                 | 8 522                                            | Natalija Dobryns'ka                              | 6 558                                            |
| 2010     | Bryan Clay                                       | 8 483                                            | Jessica Ennis-Hill                               | 6 689                                            |
| 2011     | Trey Hardee                                      | 8 689                                            | Jessica Ennis-Hill                               | 6 790                                            |
| 2012     | Hans Van Alphen                                  | 8 519                                            | Jessica Ennis-Hill                               | 6 906                                            |
| 2013     | Damian Warner                                    | 8 307                                            | Brianne Theisen-Eaton                            | 6 376                                            |
| 2014     | Trey Hardee                                      | 8 518                                            | Katarina Johnson-Thompson                        | 6 682                                            |
| 2015     | Kai Kazmirek                                     | 8 462                                            | Brianne Theisen-Eaton                            | 6 808                                            |
| 2016     | Damian Warner                                    | 8 523                                            | Brianne Theisen-Eaton                            | 6 765                                            |
| 2017     | Damian Warner                                    | 8 591                                            | Nafissatou Thiam                                 | 7 013                                            |
| 2018     | Damian Warner                                    | 8 795                                            | Nafissatou Thiam                                 | 6 806                                            |
| 2019     | Damian Warner                                    | 8 711                                            | Katarina Johnson-Thompson                        | 6 813                                            |
| 2020     | Non disputato a causa della pandemia di COVID-19 | Non disputato a causa della pandemia di COVID-19 | Non disputato a causa della pandemia di COVID-19 | Non disputato a causa della pandemia di COVID-19 |
| 2021     | Damian Warner                                    | 8 995                                            | Xénia Krizsán                                    | 6 651                                            |
| 2022     | Damian Warner                                    | 8 797                                            | Anouk Vetter                                     | 6 693                                            |

## Record del meeting
| Evento                 | Atleta            | Record   | Anno |
| ---------------------- | ----------------- | -------- | ---- |
| Decathlon              | Roman Šebrle      | 9 026 p. | 2001 |
| 100 metri piani        | Damian Warner     | 10"12    | 2019 |
| Salto in lungo         | Simon Ehammer     | 8,45 m   | 2022 |
| Getto del peso         | Mike Smith        | 17,45 m  | 1997 |
| Salto in alto          | Christian Schenk  | 2,23 m   | 1990 |
| 400 metri piani        | Erki Nool         | 46"53    | 1997 |
| 110 metri ostacoli     | Damian Warner     | 13"36    | 2021 |
| Lancio del disco       | Norbert Demel     | 55,14 m  | 1995 |
| Salto con l'asta       | Erki Nool         | 5,55 m   | 2000 |
| Lancio del giavellotto | Leonel Suárez     | 75,49 m  | 2011 |
| 1500 metri piani       | Gaël Querin       | 4'08"90  | 1988 |
| Eptathlon              | Nafissatou Thiam  | 7 013 p. | 2017 |
| 100 metri ostacoli     | Nadine Visser     | 12"78    | 2017 |
| Salto in alto          | Nafissatou Thiam  | 2,01 m   | 2018 |
| Getto del peso         | Austra Skujytė    | 16,92 m  | 2005 |
| 200 metri piani        | Dafne Schippers   | 22"35    | 2014 |
| Salto in lungo         | Svetlana Moskalec | 6,93 m   | 1995 |
| Lancio del giavellotto | Nafissatou Thiam  | 59,32 m  | 2017 |
| 800 metri piani        | Irina Belova      | 2'02"06  | 2001 |